# La Vierge à l'Enfant entre les saints Pierre et Paul
La Vierge à l'Enfant entre les saints Pierre et Paul (en italien : Madonna col Bambino tra i santi Pietro e Paolo) est une peinture religieuse du Pérugin ou de son atelier, datant de 1515 environ, conservée à la Collegiata dei santi Pietro e Paolo de Monteleone d'Orvieto à Monteleone d'Orvieto.

## Histoire
En 1872, Mariano Guardabassi signale la peinture dans l'abside de la Collegiata, en l'attribuant à Pietro Vannucci.
En 1923, Umberto Gnoli proposa le nom de  Giacomo di Ser Guglielmo de Città della Pieve qui, selon lui, aurait collaboré à toutes les  œuvres du Pérugin réalisées dans sa ville natale après 1510.
Les traits distinctifs de Ser Giacomo seraient identifiables par les  « formes larges et équerrées, spécialement aux visages », ainsi que par les personnages gros et trapus, les cheveux rouges visibles déjà dans la Déposition (église Santa Maria dei Servi, Città della Pieve), dans la Vierge en gloire et quatre saints (Duomo di Città della Pieve), dans la fresque de saint Antoine.
Ces particularités que l'on retrouve effectivement dans les œuvres réalisées par Le Pérugin et son école à Città delle Pieve ne se retrouvent pas dans le retable de Monteleone d'Orvieto, attribué par Gnoli à Ser Giacomo, pour la simple raison que la peinture a été rendue complètement « illisible » à la suite de la restauration de 1938 où elle a été repeinte.
Cet avis est partagé par Fernando Cogna qui attribue au Pérugin le dessin et à son élève Ser Guglielmo de Castel della Pieve l'exécution picturale.

## Thème
L'œuvre illustre un thème de l'iconographie chrétienne, celui de la Conversation sacrée : la Vierge en majesté trônant et accompagnée d'anges, est entourée de saints, ici Pierre et Paul de Tarse.

## Description
Le retable à haut cintré (centinata) montre en son centre La Vierge et l'Enfant avec à ses côtés les apôtres Pierre et Paul, reconnaissables à leurs attributs : les clefs, l'épée et le livre ; dans le haut de la cimaise, Jésus-Christ en homme de douleurs, soit sortant de son tombeau accompagné d'anges.

## Sources
- (it) Cet article est partiellement ou en totalité issu de l’article de Wikipédia en italien intitulé « Madonna col Bambino tra i santi Pietro e Paolo » (voir la liste des auteurs).